# Psihe, oživljena s Kupidovim poljubom
Psihe, oživljena s Kupidovim poljubom (italijansko Amore e Psiche italijanska izgovorjava: [aˈmoːre e ˈpsiːke]; francosko Psyché ranimée par le baiser de l'Amour; rusko Амур и Психея, latinizirano: Amúr i Psikhéja) je kip italijanskega umetnika Antonia Canove , ki ga je leta 1787 naročil polkovnik John Campbell. Velja za mojstrovino neoklasicističnega kiparstva, vendar prikazuje mitološka ljubimca v trenutku velikih čustev, ki je značilen za nastajajoče gibanje romantike. Predstavlja boga Kupida na vrhuncu ljubezni in nežnosti, takoj po tem, ko s poljubom prebudi neživo Psihe. Zgodba o Kupidu in Psihe je vzeta iz latinskega romana Lucija Apuleja Zlati osel [2] in je bila priljubljena v umetnosti.
Joachim Murat je prvo ali glavno različico (na sliki) pridobil leta 1800. Po njegovi smrti je kip vstopil v muzej Louvre v Parizu v Franciji leta 1824; Princ Jusupov, ruski plemič, je pridobil 2. različico dela od Canove v Rimu leta 1796, kasneje pa je vstopil v muzej Ermitaž v Sankt Peterburgu. Model v polnem merilu za 2. različico je v Metropolitanskem muzeju umetnosti.

## Opis
Psihe, ki se je pred kratkim prebudila, seže proti svojemu ljubimcu Kupidu, ko jo nežno drži tako, da ji podpira glavo in prsi. Fina tehnika Antonia Canove pri klesanju marmorja postavlja njihovo realistično gladko kožo v kontrast z okoliškimi elementi. Rjuha, ohlapno ovita okoli spodnjega dela Psiheinega telesa, dodatno poudarja razliko med teksturo kože in draperijo. Groba tekstura zagotavlja osnovo kamnine, na katero je postavljena kompozicija in dopolnjuje razlikovanje elementov. Drobni kodri in črte sestavljajo lase, lahki pernati detajli pa ustvarjajo realistična krila pristajajočega Kupida.
V Apuleju je Venera posvarila Psihe, naj ne odpre vrča, ki ji ga je dala, da bi zbrala košček lepote od Perzefone za Venero: »Toda dajem ti eno posebej močno opozorilo. Ne odpiraj in ne kukaj vanj [kozarca], ki ga nosiš, in zatri vso radovednost glede »zaprtega zaklada božanske lepote«.« Toda radovednost se je umaknila ravno, ko se je vrnila s potovanja v podzemlje in zrla v kozarec, da bi vzela nekaj božanske lepote zase. Vendar ga Perzefona ni napolnila z Lepoto, temveč s »Snom najgloblje teme«, Stiksova noč, ki se je osvobodila svoje celice, je planila nanjo in s težkim oblakom nezavesti prodrla v vse njeno telo in jo razgrnila, kjer ležala je. To je trenutek, v katerem je Psihe »speče truplo«, ki ga je oživil Kupid, za katerega se je Canova odločil upodobiti. »Ko jo je nežno očistil Spanja, ki ga je vrnil v prvotni brlog [kozarec], je Psiho prebudil z očarljivim vbodom svoje puščice.« [2] Različne podrobnosti, kot je kozarec za Psiho, namigujejo na Apulejevo zgodbo ker ga je Psiha pravkar odprla in spala, tako vrč ostane poleg nje. Poleg tega je puščica, s katero je Kupid zadel Psihe, da jo je prebudil, prav tako najdena blizu vrča, Kupid pa nosi tulec ob pasu.
- Amor and Psyche by Antonio Canova, Detail

## Kritike
Blizu enega od Psihinih stopal je ročaj, saj naj bi se kip lahko vrtel na svojem dnu. Številne Canovine skulpture so imele prilagojene nastavitve ali napravo, ki je premikala osnovo, tako da je ročaj omogočal nekaj gibanja kipa. Ta gib poudarja čustva in lepoto skulpture, hkrati pa vzbudi zanimanje z vseh zornih kotov. Carl Ludwig Fernow, kritik Canove, se je pritoževal nad vitalnostjo objemajočih se figur, saj ni enotnega pogleda, iz katerega bi bilo treba gledati. Rekel je, »moraš teči okoli njega, ga pogledati z višine in od spodaj, gor in dol, pogledati ga znova in se kar naprej izgubljati«. Fernow je nadaljeval, da mora imeti pogled eno samo fiksno točko, ne da bi celoten del prizadel gledalca. Fernowjeva kritika Canovinega dela je očitek, da je treba skulpturo gledati tako, da se sprehodi okoli nje in ne z ene perspektive. Fernow nadaljuje: »Ta trud je nekoliko omilil, saj skupina stoji na podstavku in se lahko po mili volji sprehaja naokoli; toda opazovalec si zaman prizadeva najti zorni kot, s katerega bi videl oba obraza skupaj in v katerem bi zmanjšal vsak žarek nežnega izražanja v eno osrednjo točko konvergence.«

## Canova
Kipar se je rodil leta 1757 v Possagnu v Italiji, vzgajal ga je njegov dedek kamnosek po očetovi strani Pasino Canova. Beneški senator Giovanni Falier je bil Canovin pokrovitelj z velikim vplivom, ki je začel Canovino kariero. Med pohodi v letih 1796–97 je Napoleon odnesel Canovino skulpturo; »General Bonaparte je ponudil Canovi svojo zaščito in močno laskal kiparju, pozneje, ko je bil kot prvi konzul vojaški diktator Francije, si je prizadeval pridobiti znatne Canove talente za lastno poveličevanje.« Canova pa se je imel za neodvisnega umetnika in je pred tem zavrnil dvorno povabilo cesarice Katarine II., kot je verjel Canova, »je bila umetnost nad politiko«. Vendar to ni bilo dovolj, saj je »na koncu politika moči, ki se je pokazala v francoskem pritisku na papeštvo, [Canovo] prisilila, da je privolil.« Canova je proti svoji želji pridobil različne naslove in časti, kot je »kavalir zlate ostroge, Cavaliere di Cristo, [in] markiz Ischie«. Canova je bil izjemno uspešen neodvisni kipar in njegova spretnost in talent sta očitna v njegovih delih, kot je Psihe, oživljena s Kupidovim poljubom.